# Satraparchis inspersa
Satraparchis inspersa là một loài bướm đêm trong họ Geometridae.